# 중국의 수학
중국의 수학은 주나라 때에 기원한다. 이는 유럽 수학과 독자적으로 발달하였고, 피타고라스의 정리 · 파스칼 삼각형 · 원주율의 정확한 값 등을 유럽보다 더 빨리 발견하였다. 이후 명나라 때부터 서양 수학이 전래되었다.

## 주나라때의 수학
고대의 수학은 역법(曆法) 계산과 일상생활의 필요에서 생겨났다. 주나라(기원전 11세기~3세기) 때 이미 산가지가 사용되었다. 《구장산술》과 《주비산경》은 주나라 때 주로 집필된 것으로 보이는 수학서이지만, 한나라 때까지 계속해서 내용이 추가되었다.
《구장산술》에는 연립 1차 방정식의 풀이, 여러 가지 도형의 면적 또는 체적의 계산이 수록되어 있다. 《주비산경》에는 3·4·5가 직각삼각형의 세변이 된다는 피타고라스의 정리의 예가 소개되었다.

## 그 외 중국의 학문

### 중국의 천문
중국 최초의 왕조 은(殷:BC 16∼11세기) 때부터 태음태양력이 사용되고 역법의 지식이 시대와 더불어 발달했다. BC 1세기경부터 해·달 및 행성의 위치를 계산하게 되었고, 135개월의 식주기(蝕週期)를 사용해서 일식·월식을 예보하기도 했다. 이무렵부터 천문관측에 혼천의(渾天儀)를 사용하고 항성의 위치 관측도 개시하였다. 

#### 중국의 천문과 수학
중국 천문학자들은 수학에 뛰어난 재능을 발휘하여 서력 기원경 《구장산술(九章算術)》을편찬하였는데, 이에는 연립방정식, 양수·음수 계산 등이 다루어져 있다.

### 중국의 의학·약학
천문학이나 수학과 더불어 중국에서 예로부터 발달한 과학 분야는 의학과본초(本草:藥學)이다. 의학으로서는 서력 기원 전후 《황제내경(黃帝內經)》과 《상한론(傷寒論)》의 2서가 저술되어 후세에 큰 영향을 끼쳤다. 또 본초 방면에서는 《신농본초경(神農本草經)》이 있는데 이것은 완전한 형태로는 남아있지 않다. 
그러나 당(唐)시대의 《신수본초(新修本草)》, 북송(北宋)시대의 《증류본초(證類本草)》, 명(明)시대의 《본초강목(本草綱目)》이 발표되어 약물에대한 지식은 날로 증대했다. 중국 의학에서는 내과 치료가 주이지만 일종의 물리요법이라 할 수 있는 침구술이 독특한 발전을 이룩하였다.

## 중국과학의 기술상 업적
제지술·인쇄술·화약·자침(지남침)을 중국의 4대 발명이라 하는데, 이 발명이 유럽에 끼친 영향은 과학상의 업적을 훨씬 능가한다. 이들 발명은 아랍인을 통해 유럽에 전해져 유럽 근대화에 크게 이바지했다. 
제지술과 인쇄술은 귀족과 승려에 의해 독점되었던 학문을 일반인에게 개방했다. 화약을 사용한 총이나 대포의 출현은 종래의 전쟁 방식을 일변시켰을 뿐 아니라 전쟁을 전업으로 하는 기사(騎士)의 지위를 박탈했다. 자침을 항해에 사용함으로써 대양 항해가 가능해지고 아메리카 대륙 발견의 터전이 마련되었다. 유럽인들이 해외에 식민지를 가지고 경제적인 우위를 획득하게 된 것도 이러한 발명의 혜택이라할 수 있다.  

## 같이 보기
- 수학의 역사